# Il paese del sorriso
Il paese del sorriso (Das Land des Lächelns) è un'operetta in tre atti scritta da Franz Lehár.

## Storia
Il libretto in lingua tedesca della prima versione che si chiamava La giacca gialla era di Victor Léon ovvero (Viktor Hirschfeld). 
La prima ebbe luogo il 9 febbraio 1923 a Vienna presso il Theater an der Wien, diretta dal compositore. In seguito l'operetta fu riscritta dai librettisti Ludwig Herzer e Fritz Löhner-Beda: da allora in poi venne rinominata Il Paese del sorriso. 
La première di questa nuova versione ebbe luogo il 10 ottobre 1929 al Komische Oper Berlin con Richard Tauber e Vera Schwarz, diretta dal compositore: ebbe un successo fenomenale.
La durata dell'operetta è di 100 minuti ed è ambientata a Vienna e a Pechino nell'anno 1912.
Nel Regno Unito la premiere è stata l'8 maggio 1931 al Drury Lane di Londra.
Il 6 novembre 1933 avviene la prima italiana diretta dal compositore nel Teatro Politeama Margherita di Genova.
Al Wiener Staatsoper di Vienna la première ebbe luogo il 30 gennaio 1938 con Richard Tauber, diretta dal compositore.
Le Pays du Sourire va in scena nel 1946 al Grand Théâtre de Genève.
All'Empire Theatre di Sydney va in scena nel 1956.
Al Gaumont Theatre di Dundee va in scena nel 1961 per la Sadler's Wells Opera.
Al Teatro Verdi di Trieste andò in scena nel 1990 con Massimo Bagliani, Giuseppe Sabbatini e Daniela Mazzucato per la regia di Massimo Scaglione, nel 1995 e nel 2008 con Silvia Dalla Benetta ed Elio Pandolfi.
Nel 1991 avviene la prima rappresentazione nel Teatro Massimo Vincenzo Bellini di Catania con la Mazzucato per la regia di Massimo Scaglione.
Nel 1996 avviene la prima rappresentazione nel Teatro Verdi a Firenze.
All'Adam Smith Theatre di Kirkcaldy va in scena nel 2009 per la Fife Opera.

## Personaggi principali
Versione originale
- Lisa Lichtenfels (soprano)
- Sou-Chong, Principe cinese (tenore)
- Mi, sorella del Principe (soubrette)
- Gustav von Pottenstein (comico)
- Conte Ferdinand Lichtenfels, padre di Lisa
- Lore, nipote del conte Lichtenfels
- Tschang, zio del Principe Sou-Chong
- Fu-Li, segretario della Legazione cinese

## Contenuto
Lisa, la figlia del conte Lichtenfel, conosce e si innamora di Sou-Chong, un principe cinese. Sorda agli avvertimenti del padre che le fa notare la differenza tra le loro culture, Lisa segue il principe in Cina. Ma lì, la coppia innamorata dovrà rendersi conto che la vita in comune non è per niente facile. Lisa cerca consolazione in un suo vecchio corteggiatore, il conte Gustav von Pottenstein, chiamato familiarmente Gustl, mentre Sou-Chong viene spinto dallo zio a seguire un'antica tradizione, quella di sposare quattro ragazze Manchu. Lisa, disperata, progetta di fuggire insieme a Gustl. Il principe, messo sull'avviso, sventa la fuga ma si rende conto che la loro storia non può più andare avanti in quel modo e lascia libera Lisa con un mesto sorriso.

## Numeri musicali
L'aria più famosa è „Dein ist mein ganzes Herz“ ovvero Tu che m'hai preso il cuor, interpretata anche da Richard Tauber.

### Atto I
- Ouverture
- Introduzione ed entrata: "Amo della danza l'eleganza" (Lisa, Gusti, Coro)
- Duetto Lisa/Gusti: "Buoni amici restiam"
- Entrata di Sou-Chong: "Sempre sorrider e lieti apparir"
- Duetto Lisa e Sou-Chong: "Il tè prendendo en deux"
- Aria di Sou-Chong: "Un serto vo' di petali rosa"
- Finale Atto I: "È un canto ardente" (Lisa e Sou-Chong)

### Atto II
- Intermezzo
- Introduzione e scena di Sou-Chong
- Duetto Lisa e Sou-Chong: "Chi nella nostra vita accese amor? "
- Canzone di Mi: "Nel mister della pagoda"
- Duetto comico Mi/Gusti: "Quando un cuore trova un cuore"
- Romanza di Sou-Chong: "Tu che m'hai preso il cuor"
- Aria di Lisa : "Tutto finì"
- Danza Cinese
- Finale atto II: "Tu m'hai umiliata e offesa" (Lisa e Sou-Chong)

### Atto III
- Marcia e canzone: "Vince l'amor che vola" (Lisa e Coro)
- Duetto comico Mi/Gusti: "Zig! Zig! Zig!"
- Arietta di Mi: "Svanì ben presto la tua gioia" (Reminiscenza)
- Finale atto III: "Sorellina vien, su non piangere" (Lisa, Mi, Sou-Chong e Gusti)

Arie nella versione tedesca:
- Gern, gern wär ich verliebt (Lisa)
- Immer nur lächeln (Sou-Chong)
- Es ist nicht das erste Mal (Freunderl, mach dir nix draus) (Lisa, Gustl)
- Bei einem Tee à deux (Lisa, Sou-Chong)
- Von Apfelblüten einen Kranz (Sou-Chong)
- Im Salon zur blauen Pagode (Mi)
- Wer hat die Liebe uns ins Herz gesenkt? (Sou-Chong, Lisa)
- Meine Liebe, deine Liebe (Mi, Gustl)
- Ich möcht' wieder einmal die Heimat seh'n (Lisa)
- Mit welchem Recht? … Ich bin dein Herr! (Finale 1, Lisa)
- Kann es möglich sein (Finale 1, Sou-Chong)
- Willst du nicht das Märchen sehen (Zig, Zig, Zig – Wenn die Chrysanthemen blühn) (Mi, Gustl)
- Mein Herz weiß jetzt, was Sehnsucht ist (Finale 2, Lisa)
- Liebes Schwesterlein, sollst nicht traurig sein (Finale 2, Sou-Chong)

## Film
- Das Land des Lächelns (film 1930)
- Das Land des Lächelns (film 1952)

## Discografia parziale
- Das Land Des Lächelns - Radio-Sinfonieorchester Stuttgart/Sudfunk Chor Stuttgart/Wolfgang Ebert/René Kollo/Birgit Pitsch-Sarata/Dagmar Koller/Heinz Zednik/Fred Liewehr - 1975 Philips
- Das Land des Lächelns - Großes Operettenorchester, Heinz Hoppe, Ingeborg Hallstein & Renate Holm - 1968 Universal

## DVD parziale
- Das Land des Lächelns - Ebert/Kollo/Koller/Zednik, 1974 Deutsche Grammophon